# نیوتن (یکا)
نیوتن (به انگلیسی: Newton) با نماد N یکای نیرو در دستگاه بین‌المللی یکاها است. {\displaystyle 1N} معادل {\displaystyle 1kg.m \over s^{2}} است که به معنی نیرویی است که به یک جسم یک کیلوگرمی شتابی معادل ۱ متر/مجذور ثانیه ({\displaystyle m \over s^{2}}) وارد می کند.
این یکا به پاس قدردانی از ایزاک نیوتن و به رسمیت شناختن کارهای او در زمینهٔ مکانیک کلاسیک، و به ویژه قانون دوم حرکت نیوتن نامگذاری شده‌است. در سطح زمین هر کیلوگرم برابر ۹/۸ یا تقریباً ۱۰ نیوتن است. 

## تعریف
نیوتن واحد اندازه‌گیری نیرو بر اساس متر و کیلوگرم است. یک نیوتن مقدار نیرویی است که اگر پیوسته به جسمی با جرم یک کیلوگرم وارد شود، آن جسم شتاب یک متر بر مجذور ثانیه را حفظ می‌کند.
به عبارتی دیگر: ۱ نیوتن مقدار نیرویی است که؛ برای ایجاد یک شتاب ۱ متر در مجذور ثانیه‌ای، در یک جرم ۱ کیلوگرمی، در جهت نیروی اعمال شده، مورد نیاز است.
از رابطه F=ma، این یکا تعریف شده است.
{\displaystyle {\rm {1~N=1~{\frac {kg\cdot m}{s^{2}}}}}}